# Sekret (Prachatice)
Sekret (zkr. ze sekretariát) je dům v Prachaticích na Vodňanské ulici č.p. 7. Budova je postavena v brutalistním slohu, který se projevuje přiznáním nosných materiálů.

## Uspořádání stavby
Jedná se o tři kubické budovy s okny propojené podélným blokem se vstupní foyer. Stěny u vstupu jsou obloženy mramorem. Fasáda je obložena olivově zelenými bloky, doplněnými vínově červenými dlaždičkami; použit byl brizolit a tzv. Boletický panel. Dům byl navržen architektem Bohumilem Böhmem. Stavělo se v letech 1973–1976.
Jednotlivé bloky původní budovy KSČ a později spořitelny byly označovány písmeny A, B a C (čtyřpatrová, jednopatrová a třípatrová) a měly své jasné využití. První z nich sloužila pro Okresní výbor Komunistické strany Československa, druhá jako hlavní zasedací sál a třetí pro různé socialistické organizace, včetně Socialistického svazu mládeže. Před blokem C se nacházelo nápadné schodiště, kde byla umístěna socha Klementa Gottwalda a v 80. letech 20. století se zde pořádaly slavnostní přísahy Pionýrů. 
Ze strany Vodňanské ulice přiléhá k areálu parkoviště. Vstup je orientován do ulice Žižkova.

## Využití
Budova sloužila jako sídlo sekretariátu okresního výboru Komunistické strany Československa až do roku 1989. Pro jeho potřeby, stejně tak pro potřeby dalších organizací socialistického Československa, byla na míru vybudována. Jako stranický sekretariát získala mezi místním obyvatelstvem přezdívku Sekret. 
Po roce 1989 se řešilo jaké má být její další využití, nakonec začala sloužit komerčním subjektům. V roce 2012 se zde nacházelo sídlo České spořitelny, České pojišťovny a Prachatického deníku. Ty zde vydržely ale jen po nějakou dobu a v roce 2015 byla budova vystěhována. V roce 2018 bylo informováno o záměru objekt zmodernizovat a přestavět na bytový dům.

## Galerie

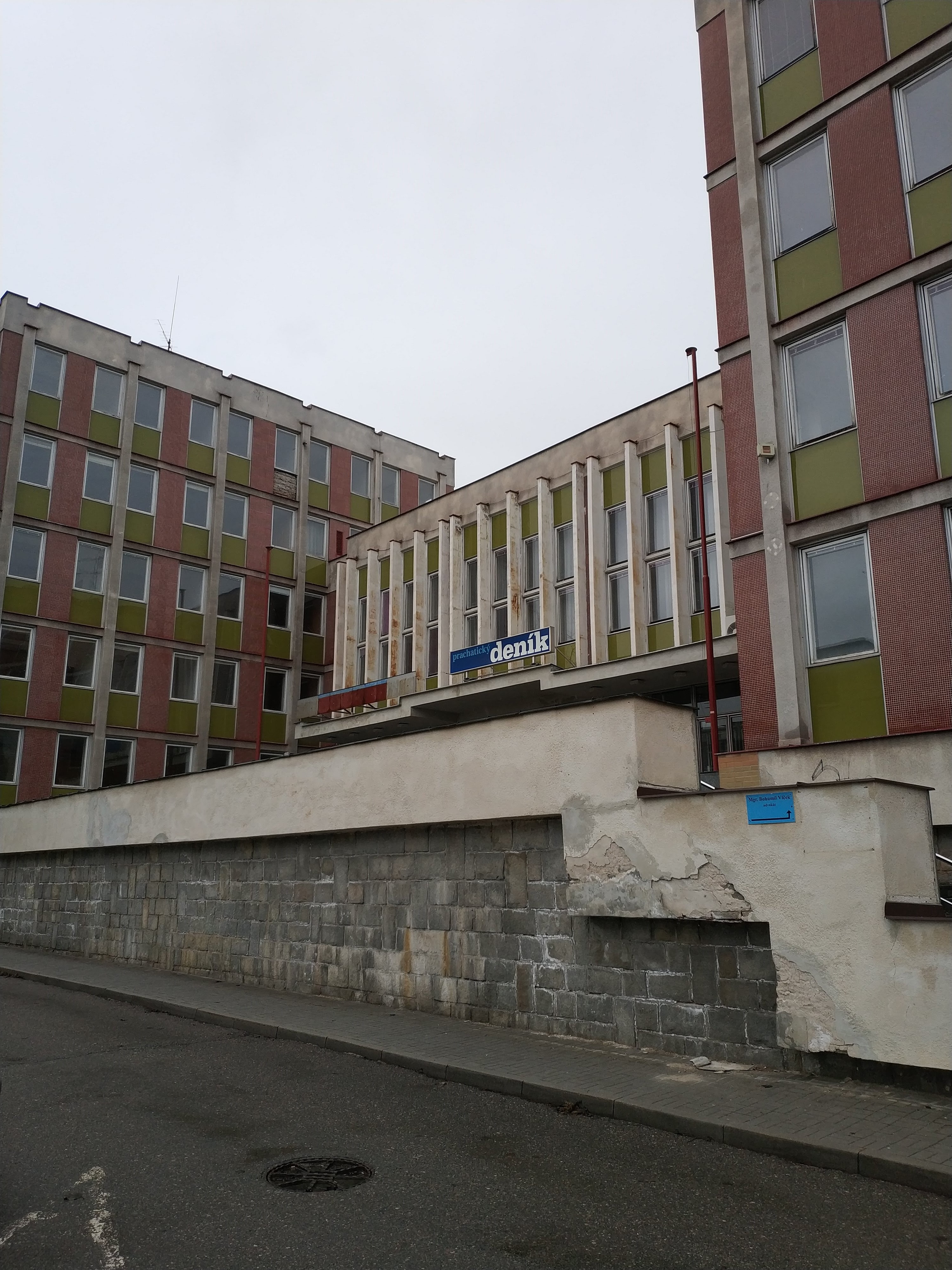
Pohled na vstupní část
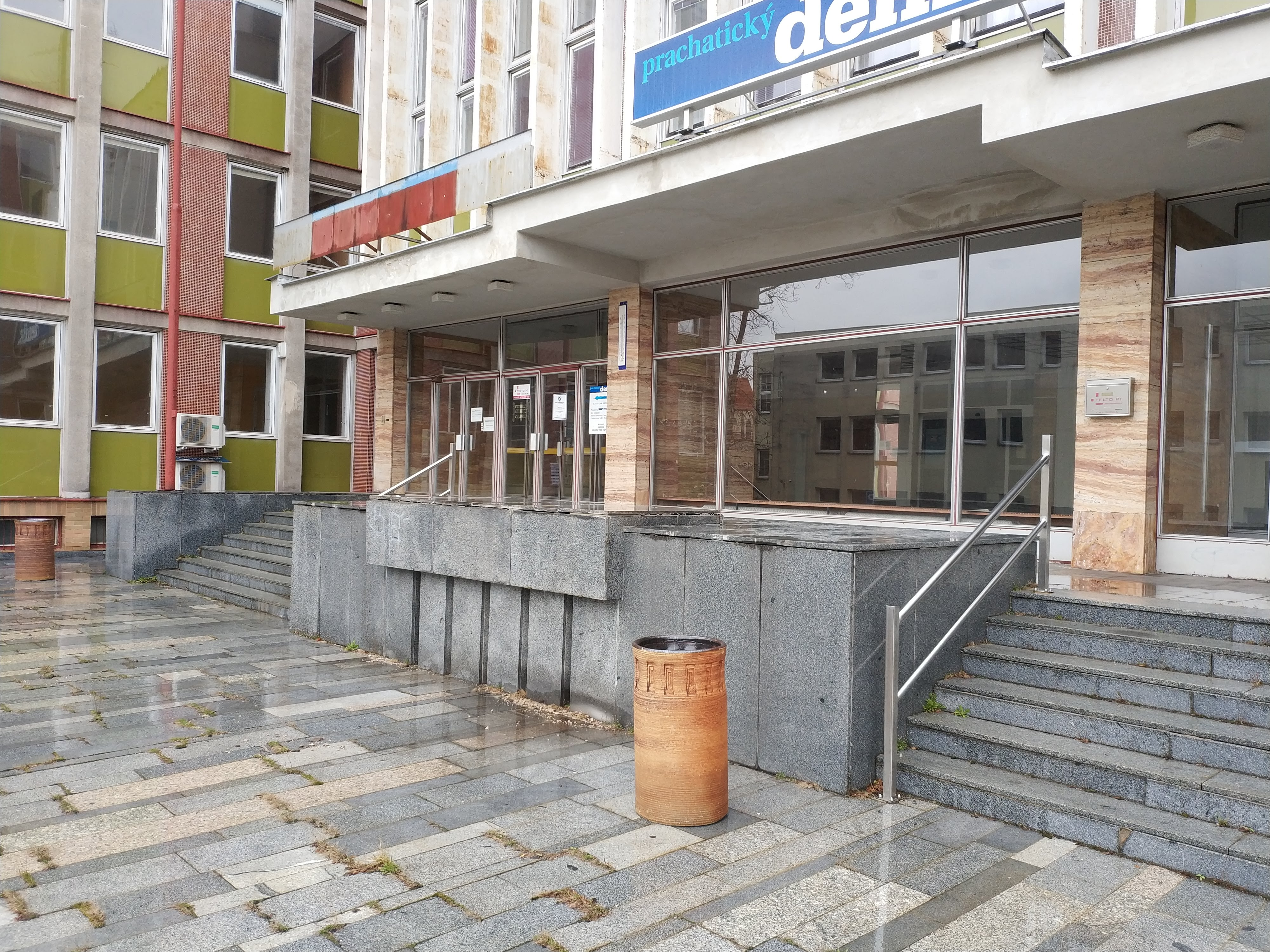
Bližší pohled
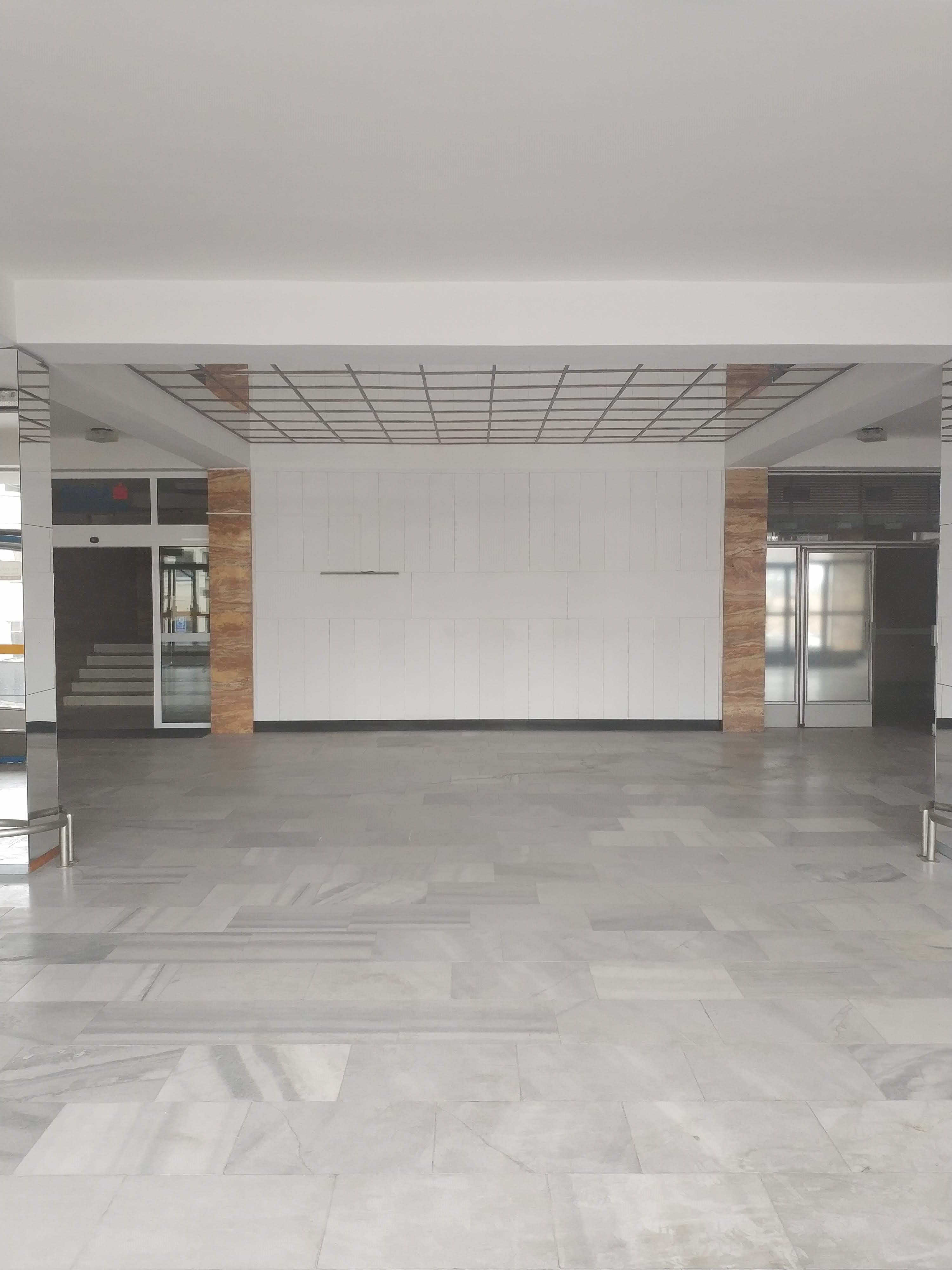
Foyer
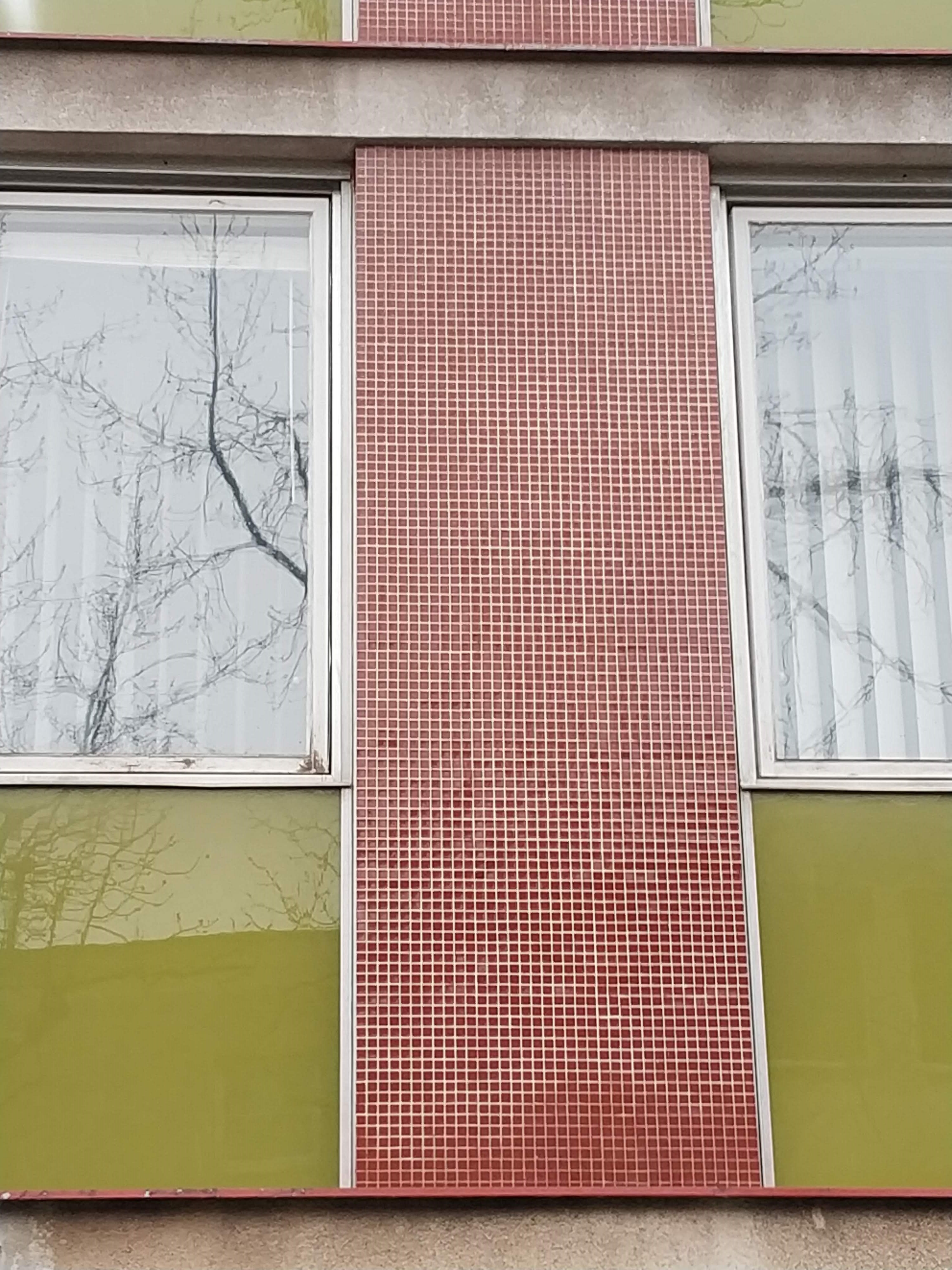
Detail fasády
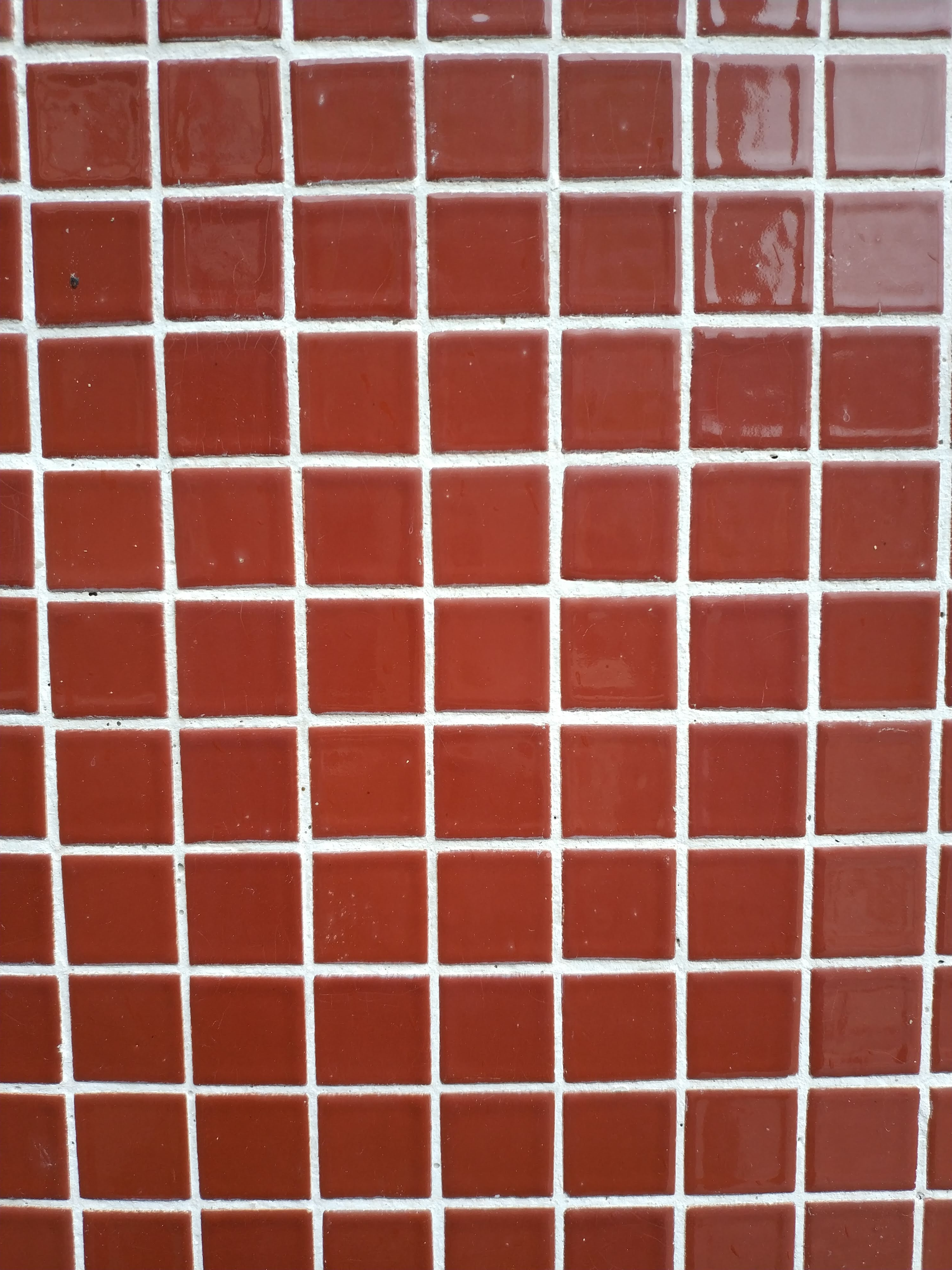
Detail vínových dlaždiček na fasádě